# ناوشکن کلاس شیراتسیو
دیسترویر کلاس شیراتسیو (به انگلیسی: Shiratsuyu-class destroyer) یک کلاس از کشتی است که طول آن ۱۰۳٫۵ متر (۳۴۰ فوت) می‌باشد.